# Diópsido

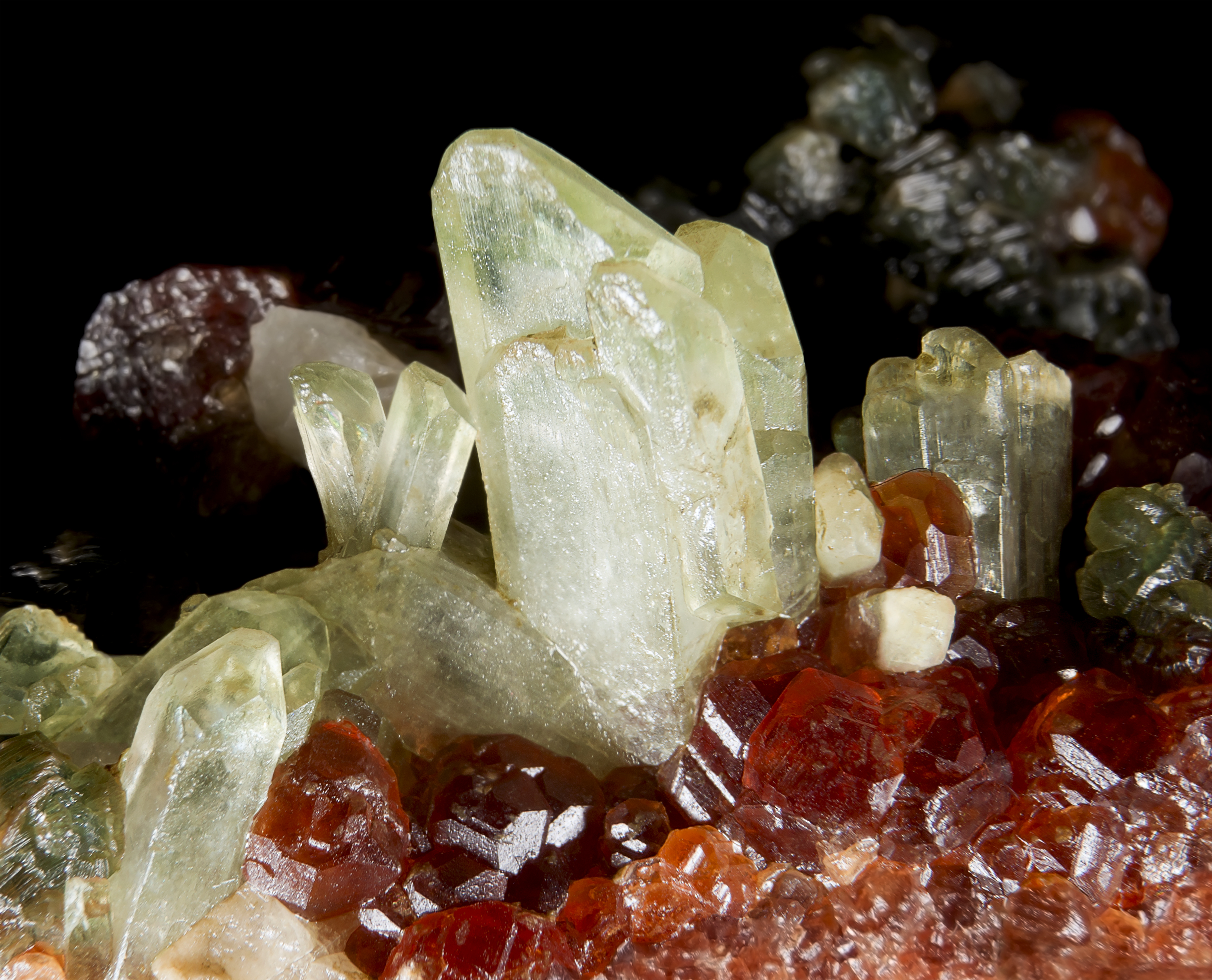
Diópsido

Diópsidio (da francês diopside) é um mineral monoclínico do grupo dos piroxênios, silicato de cálcio e magnésio.
Foi descoberto pelo mineralogista brasileiro (depois, homem político e poeta) José Bonifácio de Andrada e Silva.<ref>www.cristaisdocurvelo.com.br<ref>
Seu nome vem do grego, "deux" e "aspect", por causa do duplo aspecto das faces de seu prisma quando ele é cristalizado.O diópsidio se encontra também "estrelado", "chatoiant" e a variedade cromífera, gema proveniente essencialmente da Russia é verde esmeralda. Uma jazida do Piémont produz uma variedade translucida ou opaca azul violetado, chamado de violane. Existe também uma variedade chatoiant, essencialmente negra apresentando um astéris em 4 lados chamado "black star" (estrela preta).A lavrovita é uma variedade verde de diópsidio vanadífero que provém da Rússia.

## Locais de extração
Encontra-se na Áustria, na Birmânia, nos Estados Unidos, na Finlândia, na França, na Índia (variedade estrela), na Itália, na República do Malgache, no Sri Lanka, na Russia (no Ural e no leste da Sibéria), em Madagascar, no Brasil, no Paquistão, na Suécia e na África do Sul.